# Аляска (порода кролів)
Аляска — порода кролів м'ясо-шкуркового напряму.

## Історія
У 1900 році виведена в Німеччині шляхом складного схрещування чисто чорного німецького кролика з іншими породами (сріблястий, голландський кріль, гавана та ін.) з метою створити кролика з хутром подібним до хутра лисиць Аляски.

## Біологічні характеристики
Кролики відрізняються пропорційною статурою, мають щільне, коротке і компактне тіло округлої форми. Злегка аркоподібна спина вкорочена. Груди широкі. Кінцівки сильні і міцні, середньої довжини. Голова невеликих розмірів, овальної форми, злегка подовжена до носа. Прямі вуха мають середні розміри, пофарбовані в чорно-бурий колір; довжина вух 11,5-12 см (або 6-8 см); очі темно-коричневі; кігті темно-рогового кольору.
Середня маса кроликів становить в середньому від 3.2 до 5 кг. Самки мають задовільну молочність і плодючість. В одному поносі зазвичай буває шість-сім кроленят.
Густе і довге хутро кроликів всередині має блакитний відтінок, а зверху чорний колір. На животі забарвлення шерсті чорного або злегка матового кольору. Зустрічаються кролики з волосяним покровом матового і рудого відтінків, а також з поодиноким або об'єднаними в групи білим волоссям на загальному чорному тлі шкурки, що небажано. Кролики породи аляска отримали обмежене поширення і в основному зустрічаються у кролівників-аматорів. Невибагливі до умов утримання.